# Guido Hager
Guido Hager (* 24. Januar 1958 in Uznach) ist ein Schweizer Landschaftsarchitekt.

## Werdegang
Guido Hager absolvierte eine Lehre als Landschaftsgärtner und Florist, danach studierte er an der Interkantonalen Hochschule in Rapperswil. Nach dem Studium eröffnete er 1984 ein Büro für Landschaftsarchitektur in Zürich. Er war Teilassistent an der ETH Zürich am Lehrstuhl Franz Oswald und Dieter Kienast. Von 1994 bis 2014 leitete er die ICOMOS-Listenerfassung historischer Gärten der Schweiz. Von 1997 bis 2020 war er Konsulent der EKD Eidgenössische Kommission für Denkmalpflege. Seit 1987 ist Hager Mitglied im Bund Schweizer Landschaftsarchitekten BSLA. Seit 2010 ist er Mitglied der Akademie der Künste Berlin.

## Überblick
Als Einzelfirma angefangen, hat Guido Hager zusammen mit Patrick Altermatt im Jahr 2000 eine AG gegründet. 2012 wurde eine Filiale in Berlin eröffnet, 2022 in Stuttgart und Genf. 2023 hat die Hager Partner AG mit dem Büro Keller_Damm_Kollegen zu Uniola AG fusioniert. In der Firma arbeiten über 130 Mitarbeiter in den Bereichen Städteplanung, Freiraumgestaltung und -planung, Masterplanung, Freiflächenmanagement und Gartendenkmalpflege.
Guido Hager widmet sich über 50 Jahre dem Thema Garten. Die intensive Auseinandersetzung mit der Gartendenkmalpflege seit Beginn seiner Laufbahn hat ihm rasch gezeigt, dass Landschaftsarchitektur zwar mit atmosphärischen Bildern arbeitet, dass das Festhalten am reinen Bild aber zu kurz greift. Dem blossen Abbild im Sinne von Rekonstruktion nachzueifern, verleitet in Hagers Augen nur dazu, dem neuen Garten ein altes Gewand überzustreifen. Hagers Interesse aber ist es, den historischen Garten weiter zu gestalten. Indem er das eigentliche Wesen und die berührenden Stimmungen des Gartens erkennt und auslotet, gibt er dem alten Garten ein neues Gewand, ohne auf Stimmung zu machen.
Guido Hager ist seit Anfang 2023 im Ruhestand. Die Geschäftsführung liegt derzeit bei Patrick Altermatt und Franz Damm.

## Werke
Gartendenkmalpflege
- 1986–1991, 2012–2016: Arboretum Zürich
- 1986–1993: Villa Bleuler Zürich
- 2008–2014: Elfenau Bern
- 1986–2014: Rechberggarten Zürich
- 1996–1999: Blumen- und Feigengarten im Großen Garten Hannover-Herrenhausen
- 1997, 2005–2006: Altes Gebäu – Fontanapark Chur
- 1991, 2001–2003: Friedhof Sihlfeld Zürich
- 1997, 2011–2012: Garten Von Wattenwyl Bern

Plätze, Strassen und Promenaden
- 1989, 1996–2000: Quaianlagen, Stadthausanlage mit Bürkliplatz, General-Guisan-Quai Zürich
- 2004–2006: Hottingerplatz Zürich
- 2003–2009: Rathausplatz und Schulhaus Marktgasse Baar
- 2007–2016: Rheinuferpromenade Basel
- 2003–2013: Gleisbogen Zürich
- 2010–2012: Schlossinsel Hamburg-Harburg
- 2010–2016: Helmut-Zilk-Park Wien
- ab 2013: Schweizergarten Wien

Parks und Schulen
- 2006–2008: Rudolf-Bednar-Park Wien
- 2000, 2002–2009: Universität Zentrum, Zürich

Geschäftsgebäude und Wohnanlage
- 1988–1994: Swisscom-Fernmeldegebäude Zürich-Binz (Architektur: Fischer Architekten)
- 1996–2002: Wohnanlage Limmatwest, Zürich
- 2002–2004: Wohnanlage Zentrum Huob, Pfäffikon
- 2003–2004, 2009: Wohnanlage Chriesimatt Baar (Architektur: Graber Pulver)
- 1996, 1999–2002: Wohnanlage Mc Nair, Berlin (Architektur: Baumschlager Eberle)[1]